# Kovács Eszti
Kovács Eszti, egyes forrásokban Kovács Esztike, valójában Kovács Eszter (1948. október 1. –) magyar énekesnő, az egyik legismertebb magyar gyermeksláger, a Pancsoló kislány eredeti előadója. Felnőttként visszavonult a szerepléstől.

## Élete
Szegedi családból származik, családja 1950-ben, 2 éves korában költözött Budapestre, a Szentkirályi utcába, mert édesapja, aki zenész volt (vadászkürtön játszott), abban az évben a Fővárosi Operettszínházban kapott állást. Általános iskolai tanulmányait Budapest VIII. kerületében, a Rökk Szilárd utcai általános iskolában kezdte meg, ahol Csányi László volt az énektanára. Miután Csányi 1954-től a Magyar Rádió Gyermekkórusának vezetője is lett, tanítványai közül is gyűjtötte a kórusba alkalmas gyerekeket, így az ő hívására került Kovács Eszti is a Gyermekkórus tagjai közé, már másodikos korában.
A tizenegyedik életévében járt, amikor 1960-ban kiválasztották a Pancsoló kislány című dal előadására, amely szinte azonnal sláger lett. Berki Géza, a szám zeneszerzője (később a Stúdió 11 gitárosa) kérte fel őt a dal előadására a rádiós gyerekkórus énekesei közül, két lépcsős kiválasztási folyamat végén, miután egy kifejezetten gyerekhangú énekest keresett. A szám eredeti címe még A pancsoló kisgyerek volt, akkor lett belőle A pancsoló kislány, amikor eldőlt, hogy Eszter énekelheti. Egy, évtizedekkel később adott rádióinterjújában, a felvétel körülményeire visszaemlékezve elmondta: kész zenei anyagra kellett ráénekelnie a dalt fejhallgatóval; emlékezete szerint másfél óra alatt elkészültek az egész felvétellel, a Magyar Rádió Bródy Sándor utcai stúdióinak egyikében, és eredetileg egyáltalán nem is gondolta, hogy különösebben nagy sikere lesz majd ennek a számnak. A kislemezre, amelyen a dalt rögzítették, ezen felül még az Eperfagyi című szám került fel, amit szintén ő énekelt.
Elmondása szerint Berki Géza később az ugyancsak általa írt Két kicsi kecske baktat a hegyre című számot is neki szánta, de azt végül mégis Psota Irén adhatta elő. Az említett rádióinterjújában ezt annak tulajdonította, hogy a „Pancsoló” dal hirtelen jött sikerét, és ezáltal az ő robbanásszerű közismertté válását elég sokan nem nézték jó szemmel, így többek között a Gyermekkórus vezetősége részéről is korlátozták a mozgásterét, és összességében is több irigységgel szembesült, mint amennyi sikerélményt hozott neki a nem várt ismertsége. A szereplésekért egyébként állítása szerint egyetlen forintot sem kapott, mert nem számított ORI-engedéllyel rendelkező előadónak, ezért előadói díjra sem formálhatott igényt; kizárólag a rádiófelvételért és a lemezfelvételért kapott néhány száz forintnyi összegű, úgynevezett percdíjat.
Családja 1960-ban visszaköltözött Szegedre, ő maga is ott fejezte be az általános iskolát. Szülei hallani sem akartak róla, hogy táncdalénekes legyen belőle (legfeljebb egy operaénekesi pályát fogadtak volna el vele kapcsolatban), és ezt végső soron ő sem nagyon ambicionálta. Nyolcadikos koráig tovább folytatta a zongoratanulást, de zenei pályafutása Szegeden komolyabban már nem folytatódott. Középiskolai tanulmányait a szegedi Radnóti Miklós Gimnáziumban végezte, ott is érettségizett. Középiskolásként még egyetlen alkalommal televízióban is előadta a legendássá vált dalát, 1965-ben, 17 éves gimnazistaként, amikor a Gellért gyógyfürdőből közvetítették éneklését a Stúdió 11 kíséretében, Szepesi György egy műsorában.
Azóta is a csongrádi megyeszékhelyen él, a közszerepléstől túlnyomórészt visszavonulva; a rövid életű ismertségét elhozó dalt felnőttként már csak elvétve adta elő, felkérésre, leginkább ismerőseinek-hozzátartozóinak esküvőin vagy más családi-baráti rendezvényein, egyebekben eltűnt a nyilvánosság elől. A rendszerváltás után egy időben a Postabank egyik szegedi fiókjánál dolgozott.